# NGC 5402
NGC 5402 is een spiraalvormig sterrenstelsel in het sterrenbeeld Grote Beer. Het hemelobject werd op 24 april 1789 ontdekt door de Duits-Britse astronoom William Herschel.

## Synoniemen
- UGC 8903
- MCG 10-20-54
- ZWG 295.29
- IRAS 13566+6003
- PGC 49712